# NMBS/SNCB-Reihe 200
Die Reihe 200, ab 1971 Reihe 51, der Belgischen Staatsbahn (NMBS/SNCB) ist eine Reihe von sechsachsigen dieselelektrischen Streckendiesellokomotiven. Sie war nach der Reihe 205 der zweite Dieselloktyp der NMBS/SNCB.

## Entwicklung
Die Reihe 200 entstand auf Basis der Reihe 201 und sollte wie diese vorrangig auf den Flachlandstrecken Flanderns eingesetzt werden. Sie wurde ab 1961 von Cockerill und ACEC konstruiert. Der ersten Bestellung von 53 Lokomotiven folgte noch während ihrer Auslieferung eine zweite von 40 Exemplaren mit leichten Modifikationen. Mit einer Leistung von 1450 Kilowatt (2000 PS) waren sie die stärksten Serienlokomotiven Belgiens. Ihr Einsatz erfolgte sowohl vor Güter- als auch Personenzügen, darunter auch den TEE in Richtung der Niederlande.
Die insgesamt 93 Lokomotiven waren vorwiegend in Charleroi, Lüttich, Antwerpen und Brüssel beheimatet. In den 1990er Jahren verlagerte sich ihr Einsatz zunehmend auf den Güterverkehr, hier insbesondere auf den Relationen zum Antwerper Hafen. Mit der Auslieferung der Reihe 77 zu Beginn der 2000er Jahre begann die Ausmusterung der Reihe 200. Die letzten Exemplare verkehrten im August 2003.
Elf Lokomotiven wurden in den Jahren 2007 bis 2009 nach Italien verkauft. Zwei weitere wurden an Seco-Rail verkauft. Fünf Lokomotiven gingen als historische Fahrzeuge an Vereine, eine weitere blieb als Museumsfahrzeug bei der NMBS/SNCB erhalten.

## 200.101 / 5001
1969 beschlossen die NMBS/SNCB das Fahrzeug 200.001 mit einem 4000 PS starken Motor zu versehen, welcher 1971 eingebaut wurde. Das Fahrzeug erhielt zur Unterscheidung die Wagennummer 200.101, mit Umzeichnung der belgischen Lokomotiven die Nummer 5001, sowie eine blaue Schürze. Zudem wurde eine elektrische Heizung anstelle der bisher verwendeten Dampferzeuger eingebaut. Das Exemplar verkehrte in den hügeligen Regionen Walloniens. 1981 erfolgte der Rückbau zur 5101.

## Fahrzeugübersicht
Die nachfolgende Tabelle gibt eine Übersicht über den Verbleib der einzelnen Lokomotiven.
| Museum                             | Verkauf | ausgemustert |
| ---------------------------------- | --- | --- |
| 5117, 5128, 5149, 5150, 5166, 5183 | Italien: 5104, 5105, 5107, 5121, 5122, 5127, 5132, 5133, 5135, 5170, 5175, 5182, 5185 Seco-Rail: 5101, 5146 | 5102, 5103, 5106, 5108–5116, 5118–5120, 5123–5126, 5129–5131, 5134, 5136–5145, 5147, 5148, 5151–5165, 5167–5169, 5171–5174, 5176–5181, 5184, 5186–5193 |